# Saulny
Saulny est une commune française située dans le département de la Moselle, en Lorraine, dans la région administrative Grand Est.

## Géographie

### Localisation
Saulny se trouve à quelques kilomètres au nord-ouest de Metz, en Moselle. Les communes voisines sont Woippy, Lorry-lès-Metz et Plesnois.

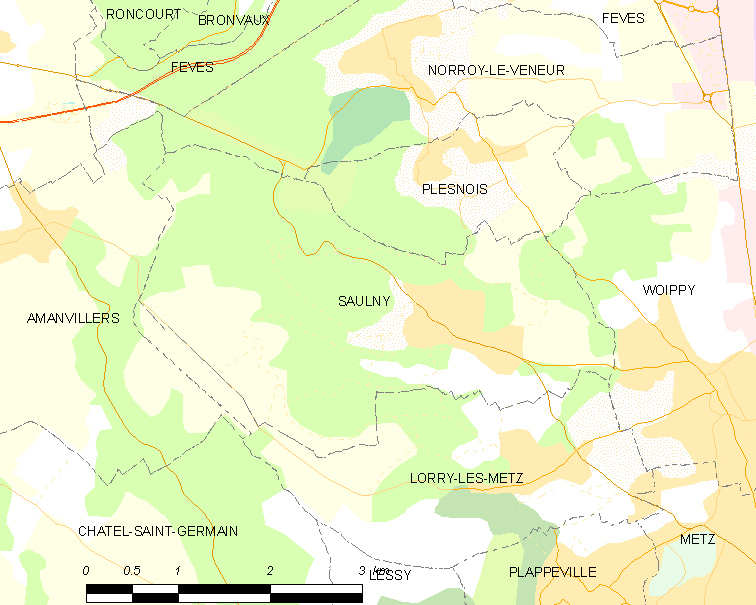
Carte de la commune.

### Accès
Réseau Le Met’ :
- P 107  depuis Metz
- S 297  depuis Woippy

### Géologie
La commune a signé un bail emphytéotique de trente-trois ans avec le conservatoire des sites lorrains pour la protection des pelouses calcaires de la côte de Saulny.

### Faune et flore
Le ruisseau de Saulny présente la seule population connue d’écrevisses à pieds blancs de la Moselle, une espèce patrimoniale rare et protégée. La commune, en association avec l'agence de l'eau Rhin-Meuse, du conseil général de la Moselle et de l'Office national de l'eau et des milieux aquatiques, a mis en œuvre début 2009 des travaux de renaturation de la partie du ruisseau concernée. Une renaturation complète du ruisseau est à l’étude en collaboration avec les communes traversées par le ruisseau. Une grande partie du territoire de la commune est boisé.

### Hydrographie
La commune est située dans le bassin versant du Rhin au sein du bassin Rhin-Meuse. Elle est drainée par le ruisseau de Saulny et le ruisseau de l'Étang du Patis.
Le ruisseau de Saulny, d'une longueur totale de 11 km, prend sa source dans la commune  et se jette  dans la Moselle en limite de Metz et de La Maxe, face à Saint-Julien-lès-Metz, après avoir traversé six communes.

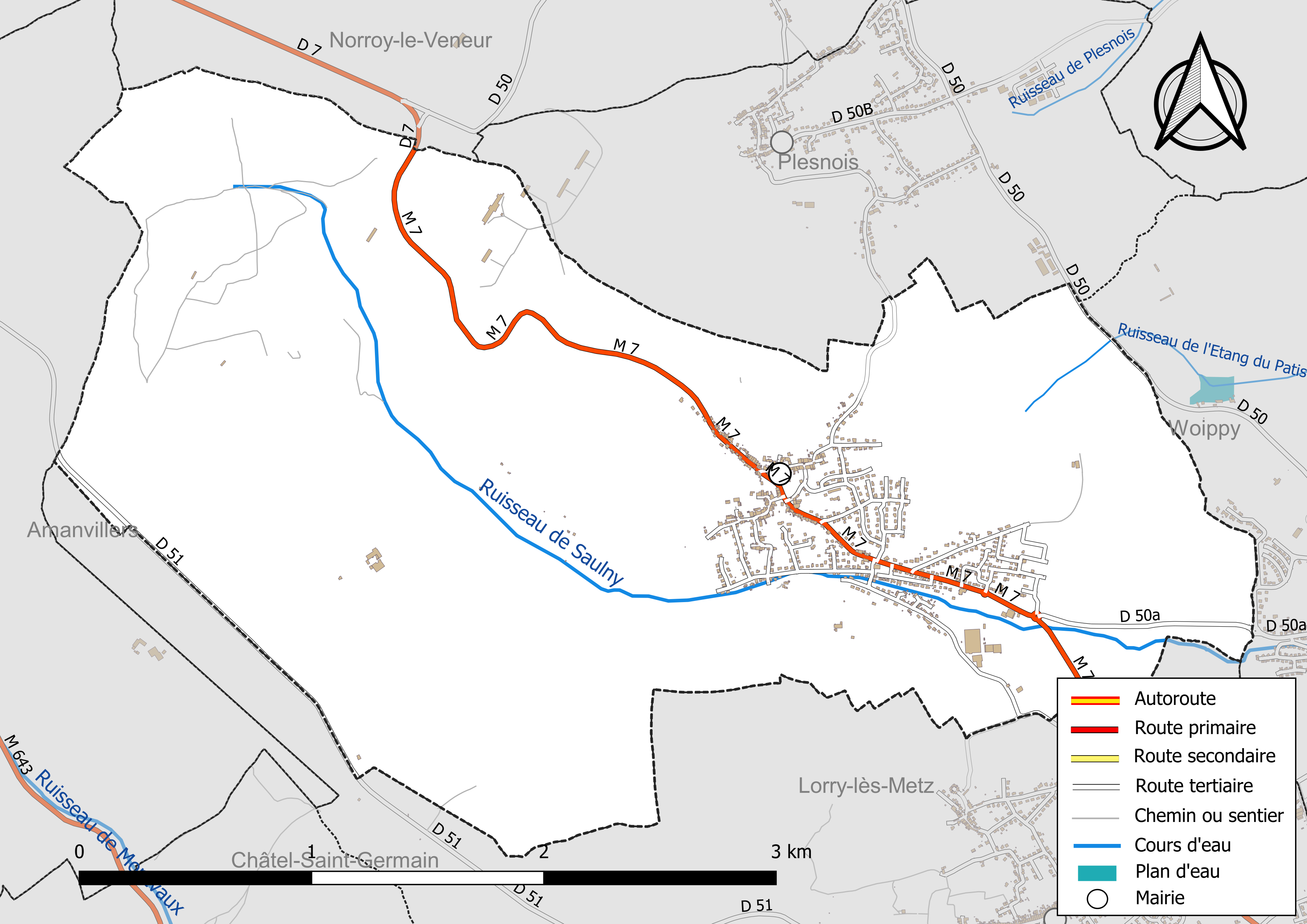
Réseaux hydrographique et routier de Saulny.

La qualité des eaux des principaux cours d’eau de la commune, notamment du ruisseau de Saulny, peut être consultée sur un site spécial géré par les agences de l’eau et l’Agence française pour la biodiversité.

### Climat
Pour des articles plus généraux, voir Climat du Grand Est et Climat de la Moselle.
En 2010, le climat de la commune est de type climat des marges montargnardes, selon une étude du Centre national de la recherche scientifique s'appuyant sur une série de données couvrant la période 1971-2000. En 2020, Météo-France publie une typologie des climats de la France métropolitaine dans laquelle la commune est exposée à un climat semi-continental et est dans la région climatique  Lorraine, plateau de Langres, Morvan, caractérisée par un hiver rude (1,5 °C), des vents modérés et des brouillards fréquents en automne et hiver. 
Pour la période 1971-2000, la température annuelle moyenne est de 9,3 °C, avec une amplitude thermique annuelle de 17 °C. Le cumul annuel moyen de précipitations est de 807 mm, avec 12,9 jours de précipitations en janvier et 9,7 jours en juillet. Pour la période 1991-2020, la température moyenne annuelle observée sur la station météorologique de Météo-France la plus proche, « Metz-Frescaty », sur la commune d'Augny à 11 km à vol d'oiseau, est de 11,1 °C et le cumul annuel moyen de précipitations est de 713,5 mm. 
La température maximale relevée sur cette station est de 39,7 °C, atteinte le 25 juillet 2019 ; la température minimale est de −23,2 °C, atteinte le 17 février 1956,,. 
Les paramètres climatiques de la commune ont été estimés pour le milieu du siècle (2041-2070) selon différents scénarios d'émission de gaz à effet de serre à partir des nouvelles projections climatiques de référence DRIAS-2020. Ils sont consultables sur un site spécial publié par Météo-France en novembre 2022.

## Urbanisme

### Typologie
Au 1er janvier 2024, Saulny est catégorisée bourg rural, selon la nouvelle grille communale de densité à sept niveaux définie par l'Insee en 2022.
Elle appartient à l'unité urbaine de Metz, une agglomération intra-départementale regroupant 42  communes, dont elle est une commune de la banlieue,,. Par ailleurs la commune fait partie de l'aire d'attraction de Metz, dont elle est une commune de la couronne,. Cette aire, qui regroupe 245 communes, est catégorisée dans les aires de 200 000 à moins de 700 000 habitants,.

### Occupation des sols
L'occupation des sols de la commune, telle qu'elle ressort de la base de données européenne d’occupation biophysique des sols Corine Land Cover (CLC), est marquée par l'importance des forêts et milieux semi-naturels (54,5 % en 2018), en diminution par rapport à 1990 (56,9 %). La répartition détaillée en 2018 est la suivante : 
forêts (54,5 %), terres arables (25,4 %), zones urbanisées (8,4 %), prairies (7,1 %), cultures permanentes (2,6 %), zones agricoles hétérogènes (2 %). L'évolution de l’occupation des sols de la commune et de ses infrastructures peut être observée sur les différentes représentations cartographiques du territoire : la carte de Cassini (XVIIIe siècle), la carte d'état-major (1820-1866) et les cartes ou photos aériennes de l'IGN pour la période actuelle (1950 à aujourd'hui).

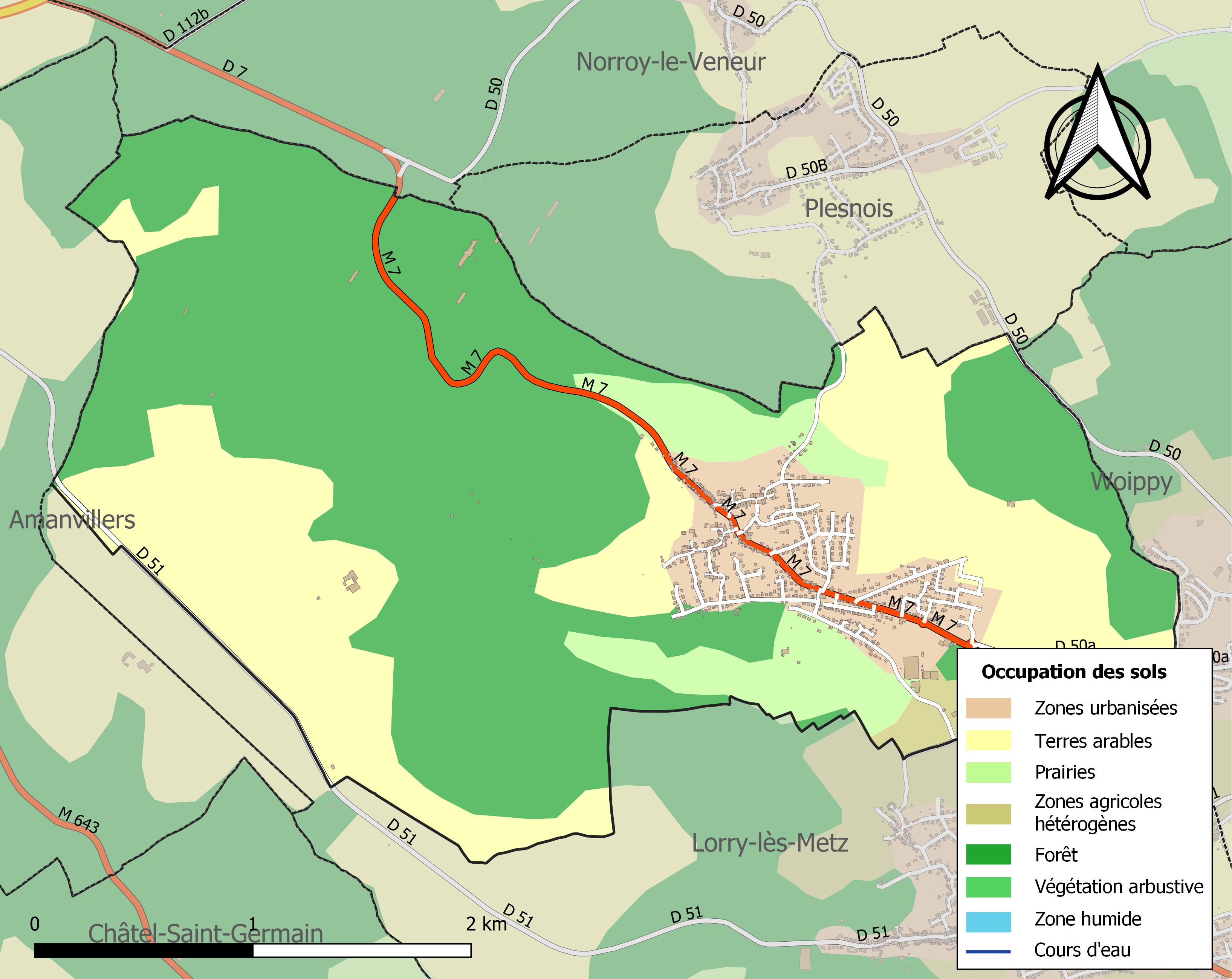
Carte des infrastructures et de l'occupation des sols de la commune en 2018 (CLC).

## Toponymie
- Salnei (1157) ; Salniacum (1186) ; Sauneium (1186) ; Salney (1373) ; Saulney (XVe siècle) ; Saulnei (XVe siècle) ; Saulnegney (1427) ; Solney (1491) ; Sulnei (1535) ; Saulmi (1544) ; Salnach (1915–1918 et 1940–1944).

## Histoire
Dépendait de l'ancienne province du Barrois, dans la prévôté puis le bailliage de Briey.  Donnée en fief aux familles messines : Baudoche, Papperel, Gournay, le Hungre, d'Esch.
En 1681, 1683 et 1687, trois sorcières sont « brûlées à cause du mauvais temps ou parce que des veaux étaient morts ». Les exécutions ont lieu à l’époque en dessous de la tuilerie sur la route de Vigneulles.
Saulny devient Français en 1766. Il fait partie du département de la Moselle en 1790. À la suite de la défaite de 1871, le Traité de Francfort en fait un village Allemand en 1871. Il redevient Français par l'armistice du 11 novembre 1918. Annexé de fait, par le Troisième Reich en 1940, il est libéré en novembre 1944 par l'armée Américaine et redevient Français.

## Politique et administration
| Période                                  | Période   | Identité            | Étiquette      | Qualité |
| ---------------------------------------- | --------- | ------------------- | -------------- | ------- |
| mars 1995                                | mars 2001 | Roger Helstroffer   |                |         |
| mars 2001                                | mars 2008 | Gérard Paciel       | Cap 21         |         |
| mars 2008                                | ?         | Arlette Mathias     | Sans étiquette | Maire   |
| mai 2020                                 | En cours  | Nathalie Spormeyeur |                |         |
| Les données manquantes sont à compléter. |           |                     |                |         |

## Démographie
L'évolution du nombre d'habitants est connue à travers les recensements de la population effectués dans la commune depuis 1793. Pour les communes de moins de 10 000 habitants, une enquête de recensement portant sur toute la population est réalisée tous les cinq ans, les populations de référence des années intermédiaires étant quant à elles estimées par interpolation ou extrapolation. Pour la commune, le premier recensement exhaustif entrant dans le cadre du nouveau dispositif a été réalisé en 2004.

En 2022, la commune comptait 1 572 habitants, en évolution de +13,17 % par rapport à 2016 (Moselle : +0,52 %, France hors Mayotte : +2,11 %).
| 1793 | 1800 | 1806 | 1821 | 1836 | 1841 | 1861 | 1866 | 1871 |
| ---- | ---- | ---- | ---- | ---- | ---- | ---- | ---- | ---- |
| 425  | 454  | 489  | 500  | 540  | 545  | 485  | 466  | 424  |

| 1875 | 1880 | 1885 | 1890 | 1895 | 1900 | 1905 | 1910 | 1921 |
| ---- | ---- | ---- | ---- | ---- | ---- | ---- | ---- | ---- |
| 391  | 375  | 374  | 366  | 330  | 479  | 383  | 371  | 317  |

| 1926 | 1931 | 1936 | 1946 | 1954 | 1962 | 1968 | 1975 | 1982 |
| ---- | ---- | ---- | ---- | ---- | ---- | ---- | ---- | ---- |
| 337  | 348  | 346  | 313  | 326  | 427  | 645  | 767  | 904  |

| 1990  | 1999  | 2004  | 2006  | 2009  | 2014  | 2019  | 2022  | - |
| ----- | ----- | ----- | ----- | ----- | ----- | ----- | ----- | - |
| 1 126 | 1 167 | 1 376 | 1 421 | 1 496 | 1 407 | 1 507 | 1 572 | - |

## Vie associative
Quatre associations :
- Le Foyer des Jeunes : badminton, Créativ'Arts, danse, gymnastique, jeux de société, judo, remise en forme, tennis de table, théâtre et yoga ;
- les Pattes Gauches : pétanque ;
- Les Arts57 : promotion des valeurs et actions culturelles et artistiques au profit des populations des villages et villes qui souhaitent y participer ;
- Les P'tits Saulniots : association à but non lucratif qui a pour objet un soutien financier aux projets d'école et aux activités éducatives, sociales, culturelles et récréatives du village.

## Culture locale et patrimoine

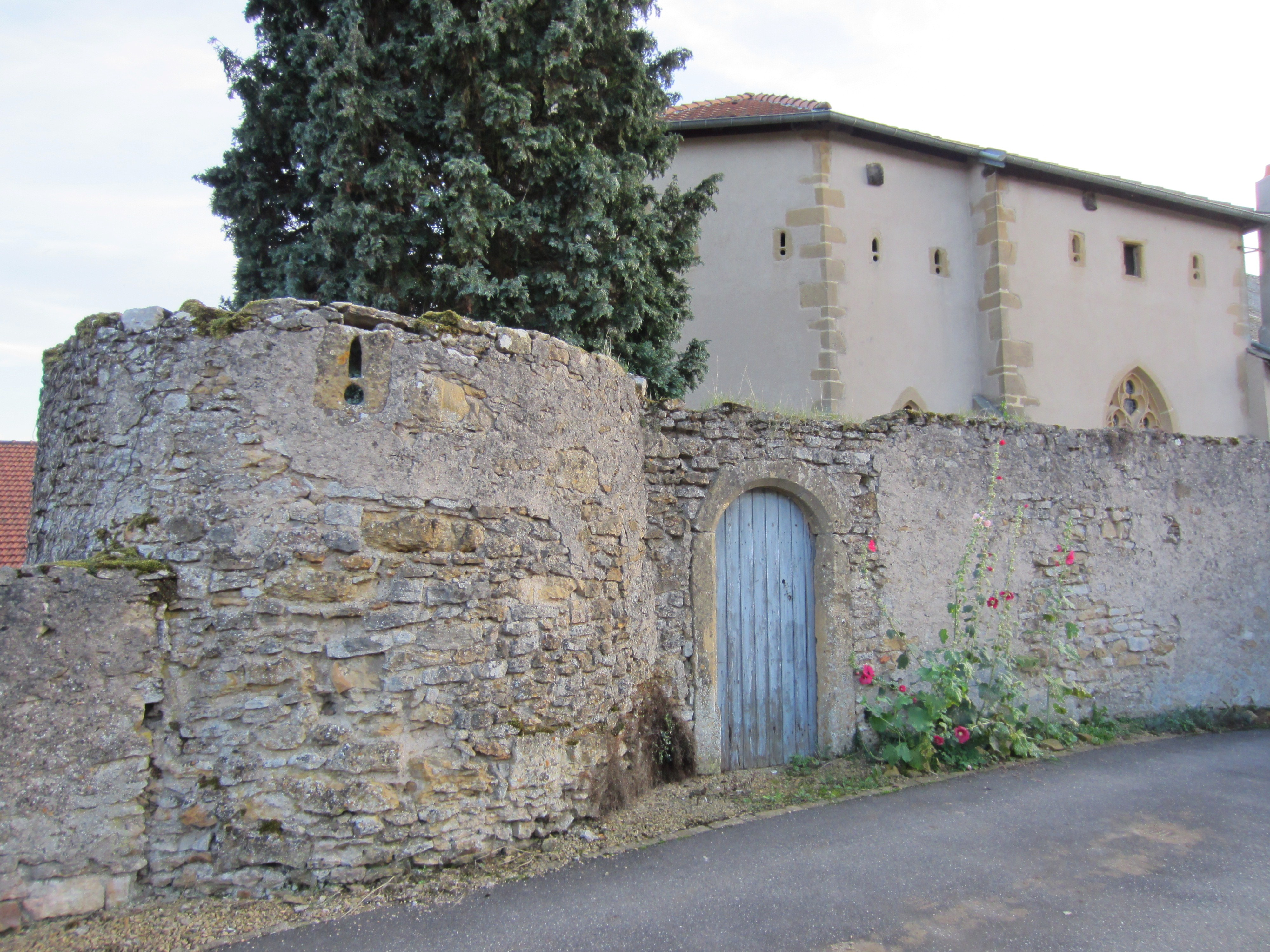
Vestiges des fortifications.

### Lieux et monuments
- découverte d'une stèle en calcaire ;
- le moulin, construit avant la Révolution, le mécanisme a été conservé quasiment comme d’origine ;
- la rue des Courtes-Rayes ;
- la grande tuilerie ;
- la petite tuilerie ;
- Vestiges des fortifications autour du cimetière ;
- Plusieurs calvaires : celui du chemin du château est de 1612, le calvaire de la rue de Briey est de 1825 et celui de la croix de Vaux de 1904 ;
- plusieurs sentiers de grande randonnée passent par Saulny : le GR 5 emprunte 35 km des sentes de la commune. Le Club vosgien a balisé deux sentiers circulaires sur la commune : la promenade de la Gentière, 10 km, et la promenade du fort de Lorraine, 9 km ;
- parc de loisirs : jeux d'enfants, terrain de pétanque, terrain de badminton et de basket le long du ruisseau ;
- les bancs de la cour de récréation de style néo-classiques ;
- accueil périscolaire et cantine ;
- la salle polyvalente.

#### Église Saint-Brice et cimetière

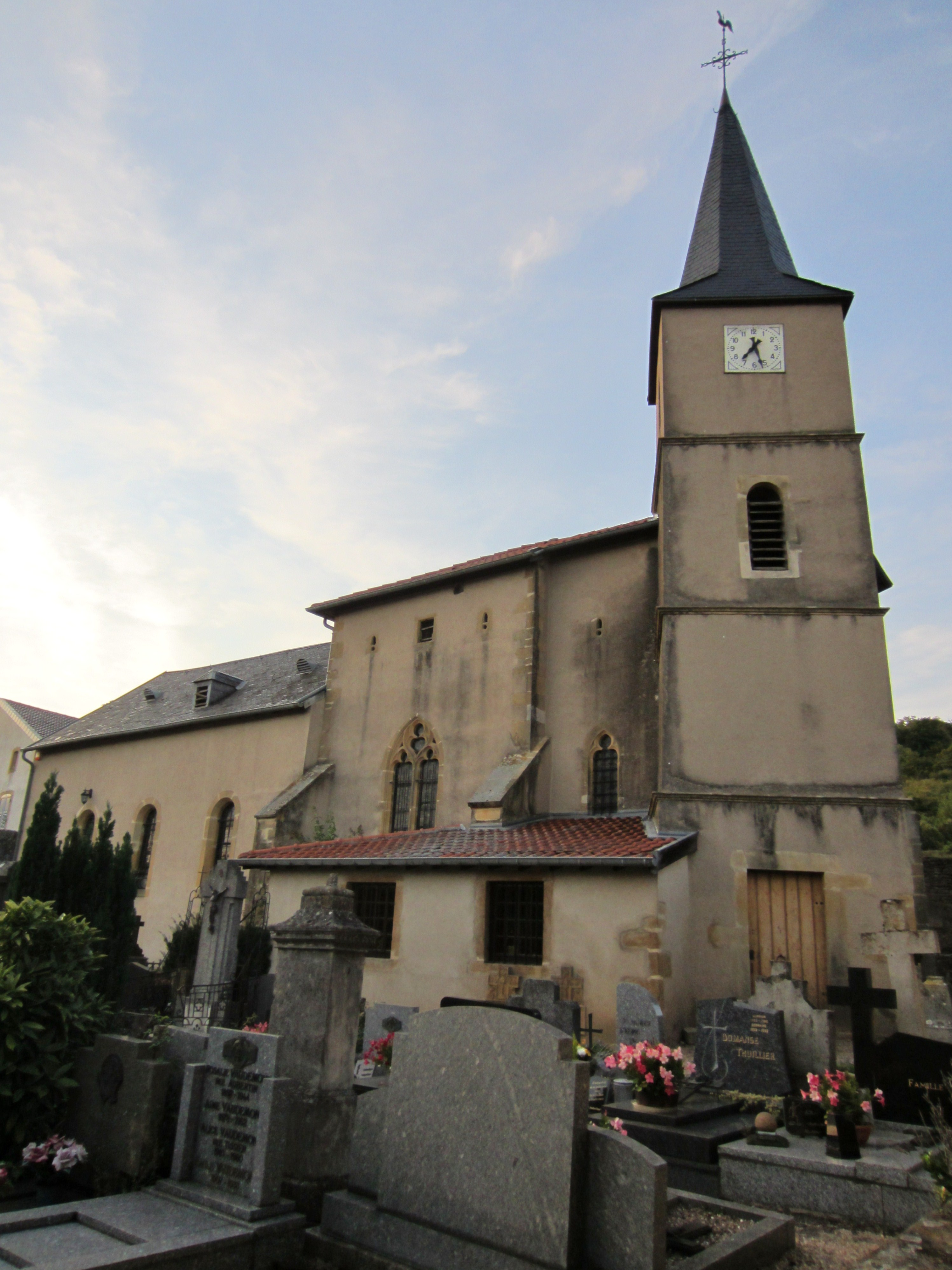
Église Saint-Brice

Un premier édifice de style roman est construit en 649 sous le règne de Sigisbert, le mur d’enceinte avec ses canonnières date du XIIIe siècle. Une nouvelle église est construite entre 1420 et 1430 comprenant le chœur à oculus et l’avant-chœur dans un style gothique très pur et dépouillé. La nef est ajoutée au XVIIe siècle sur la tour ouest dont il reste encore quelques vestiges visibles dans les combles de l’église. Le clocher est du XVIIe siècle, et son coq a été rénové en 2008. Plusieurs statues du XVe au XVIIIe siècle : saint Ladre, saint Jean Népomucène, saint Éloi, le Christ du jugement dernier ou encore la Vierge Marie. Une statue murée et décapité de saint Ladre a été trouvée lors des restaurations de 1968. Une légende raconte que derrière le chœur de l’église se trouve le cimetière des pendus, privés de sacrement et de terre sainte ; quelques ossements ont bien été retrouvés lors des travaux mais ce sont plutôt ceux d’un ossuaire. Un souterrain près du cimetière des pendus permettait d’aller sous la maison forte.

#### La rue du Moulin
La rue du Moulin est l'une des plus prestigieuses adresses du village. Elle s'étend du croisement avec la rue de Vigneulle à l'Est jusqu'à la sortie du village à l'Ouest. Elle est bordée de nombreuses maisons à l'architecture remarquable ainsi que par le ruisseau de Saulny. La partie centrale de la rue donne sur le parc du Moulin ouvert en 2009.

### Héraldique
| Blason de Saulny | Blason  | Coupé d'argent plain et échiqueté d'or et d'azur à la bordure dentelée de gueules. |
| Blason de Saulny | Détails | Le statut officiel du blason reste à déterminer.                                   |